# Scierie
Pour les articles ayant des titres homophones, voir Siri et Syrie.
Une scierie est une installation industrielle ou artisanale de sciage du bois ou du marbre. 

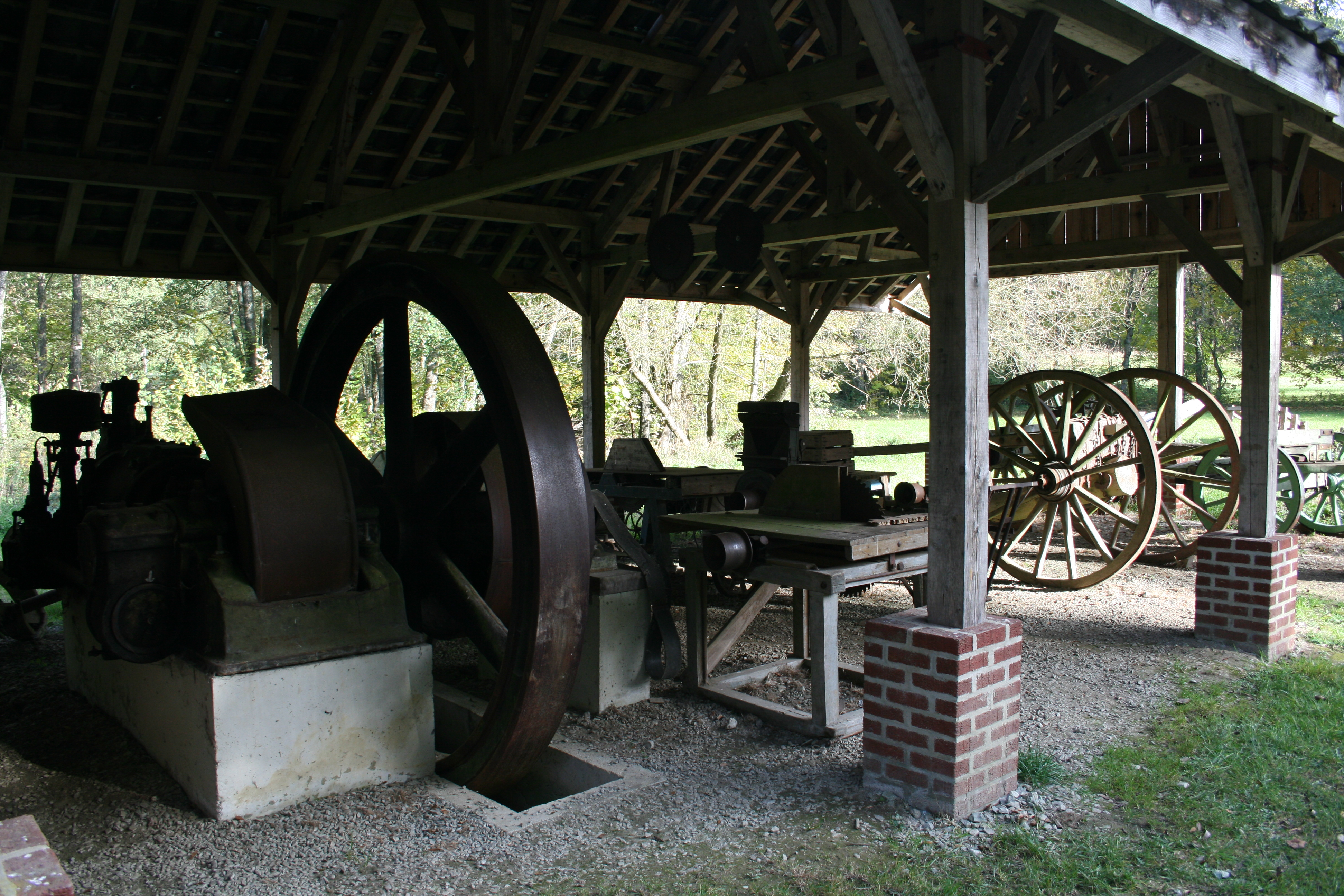
Scierie du domaine du Fourneau Saint-Michel.
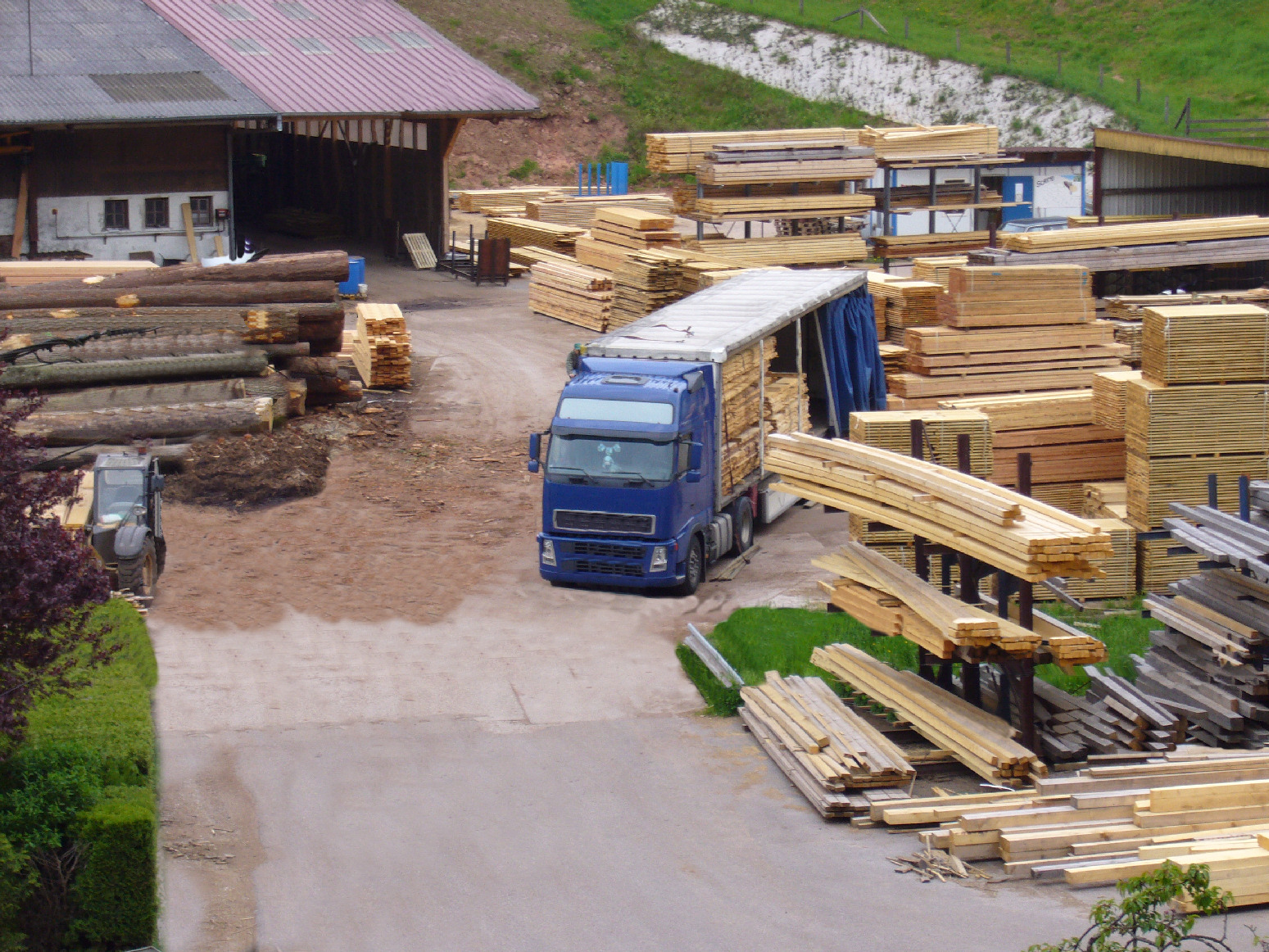
À gauche, parc à grumes. À droite, planches en attente de livraison.
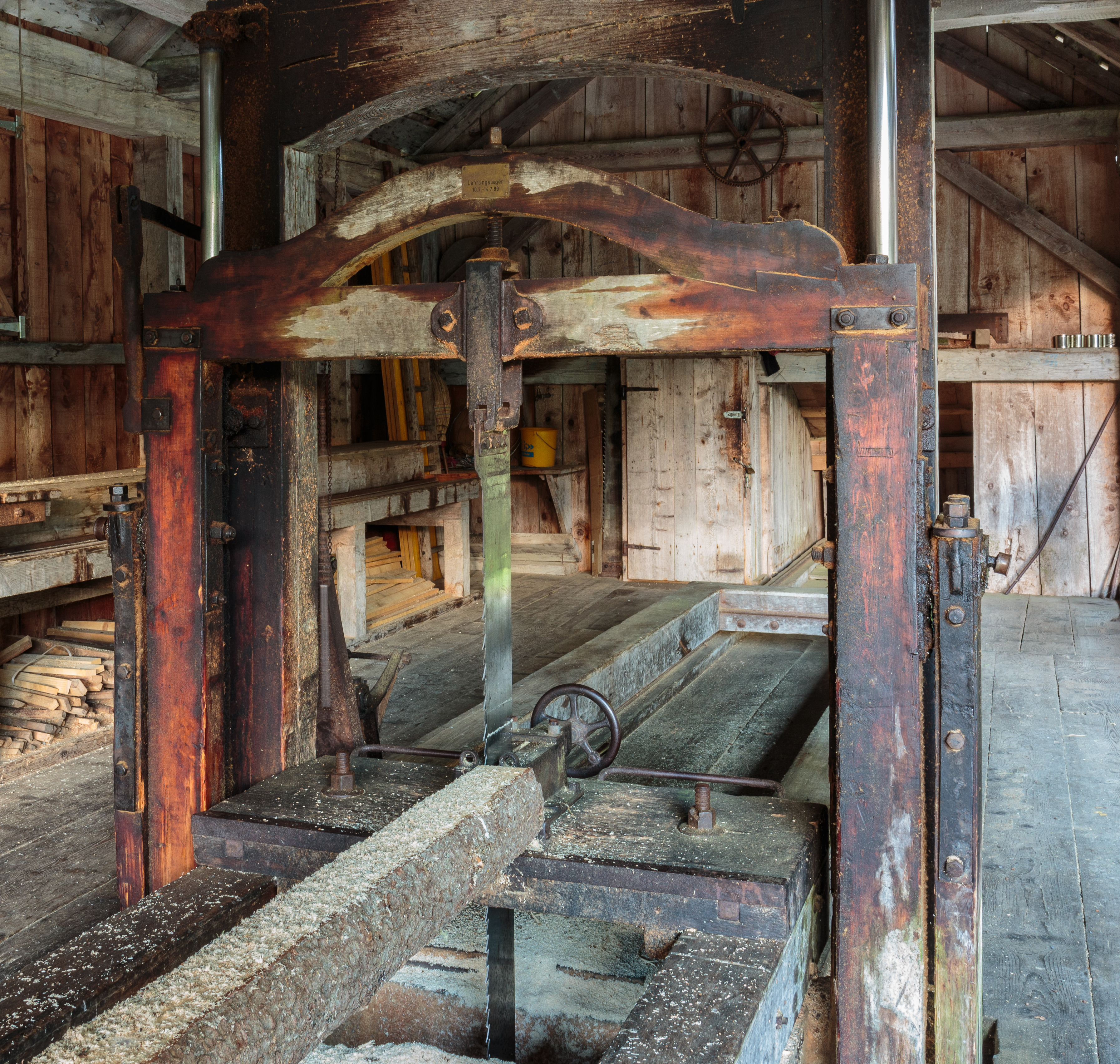
Une scierie, construite en 1920, à Tschiertschen (canton des Grisons)
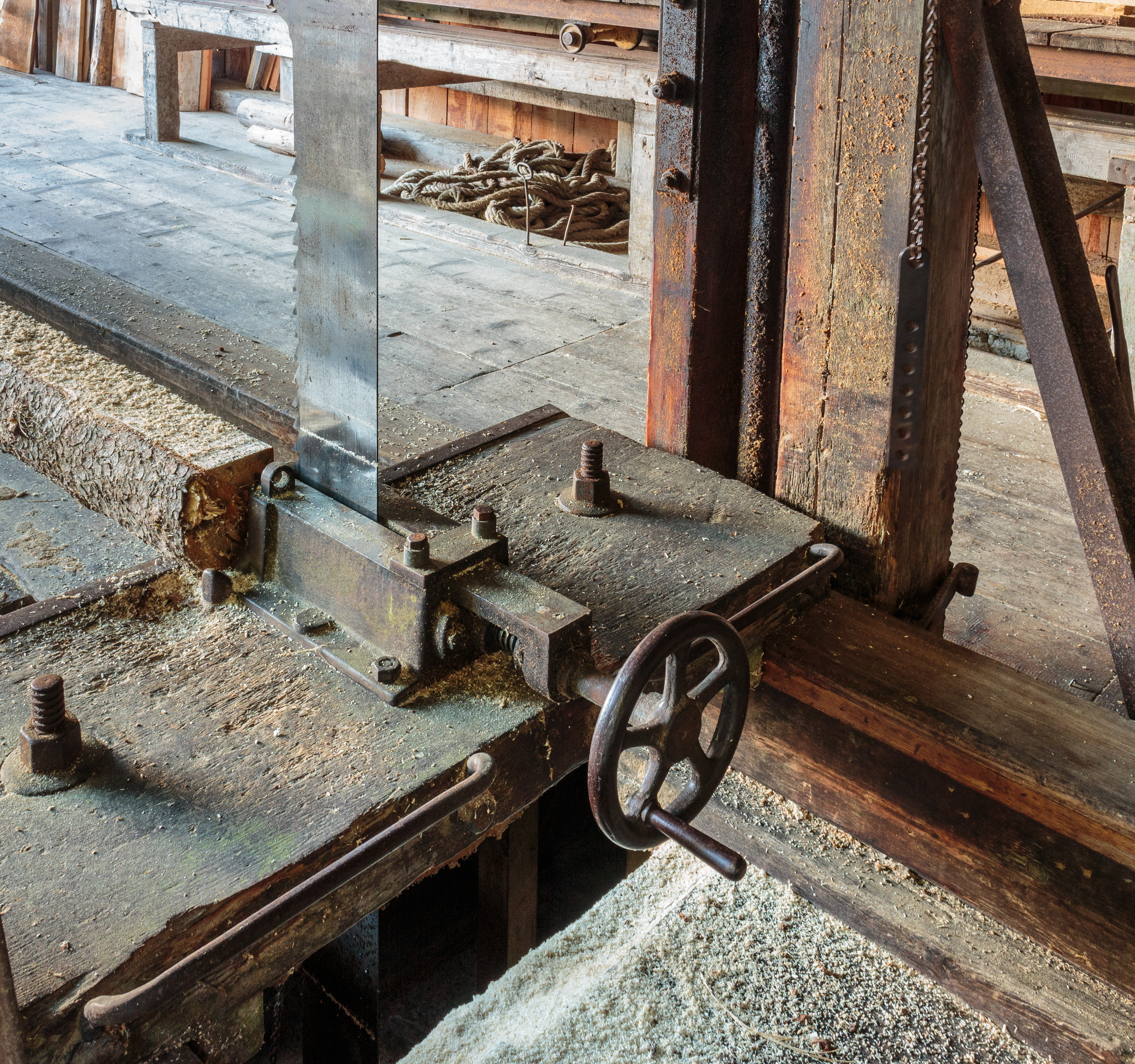
La même, détail.

Les scieries mobiles peuvent se révéler très adaptées au cas de petits lots et pour les propriétaires qui disposent d’un minimum de moyens logistiques.
Les scieries sont des industries de première transformation du bois. Elles fournissent des produits semi-finis, les sciages, qui sont généralement destinés à une industrie de seconde transformation (menuiserie, ébénisterie, construction, etc.) chargée de fabriquer des objets ou des parties d'objets de consommation.

## Histoire
Les premières scies mécaniques étaient mues par des moteurs hydrauliques, comme les moulins à eau et d'autres activités (métallurgiques notamment) : les scieries étaient ainsi traditionnellement situées à proximité des cours d'eau, qui pouvaient en outre contribuer à l'acheminement des grumes par flottage.

### Scierie de marbre
La scierie romaine de Hiérapolis en Asie Mineure, était mue par un moteur hydraulique. Datant du IIIe siècle, c'est la plus ancienne machine connue utilisant un système bielle-manivelle.
Au début du XIXe siècle, une usine désigne une machine animée par un moteur hydraulique faisant mouvoir plusieurs fers de scie pour débiter les blocs de marbre. Les usines aussi appelées châssis pourront recevoir jusqu'à cent lames et seront actionnées par la suite par des moteurs mécaniques. Plus tard des scies circulaires seront utilisées.

### Scierie à bois
La scierie à bois effectue les opérations de sciages du bois, opération participant du façonnage du bois  dans le domaine de la menuiserie. Cet ensemble d'opération permet la transformation du bois brut en produit fini ou semi-fini.

scierie romaine de Hiérapolis
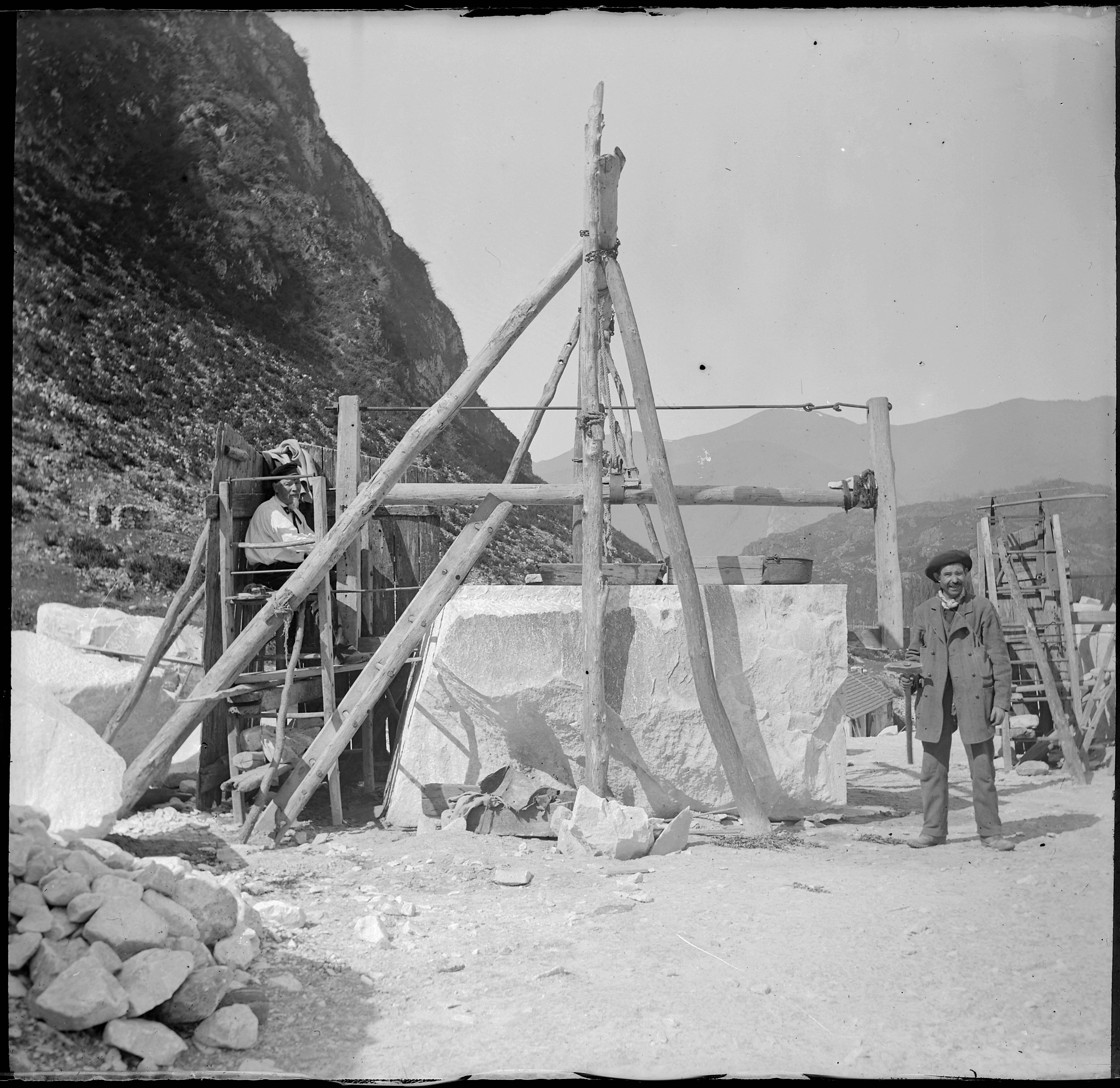
Scierie de marbre de Saint-Béat au XIXe siècle. Eugène Trutat, Muséum de Toulouse.
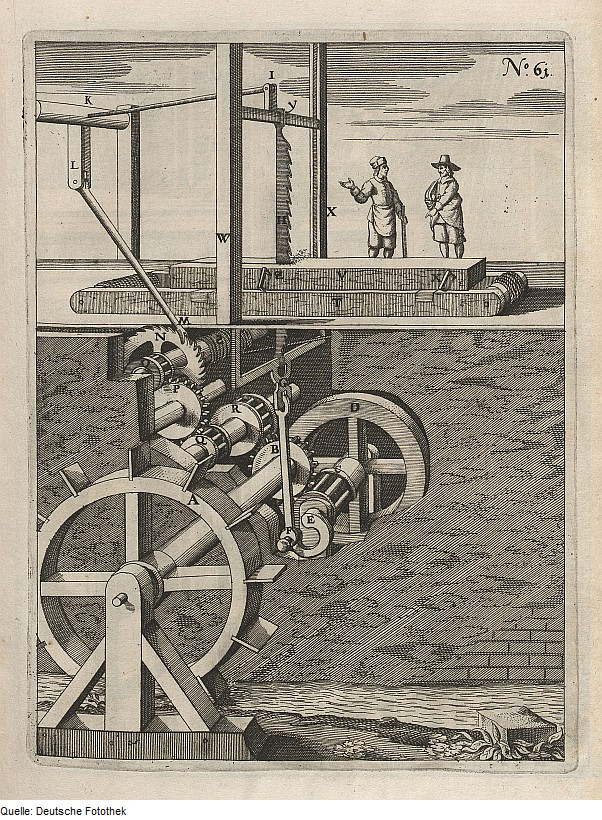
Scierie et moulin à eau

## Fonctionnement général d'une scierie à bois

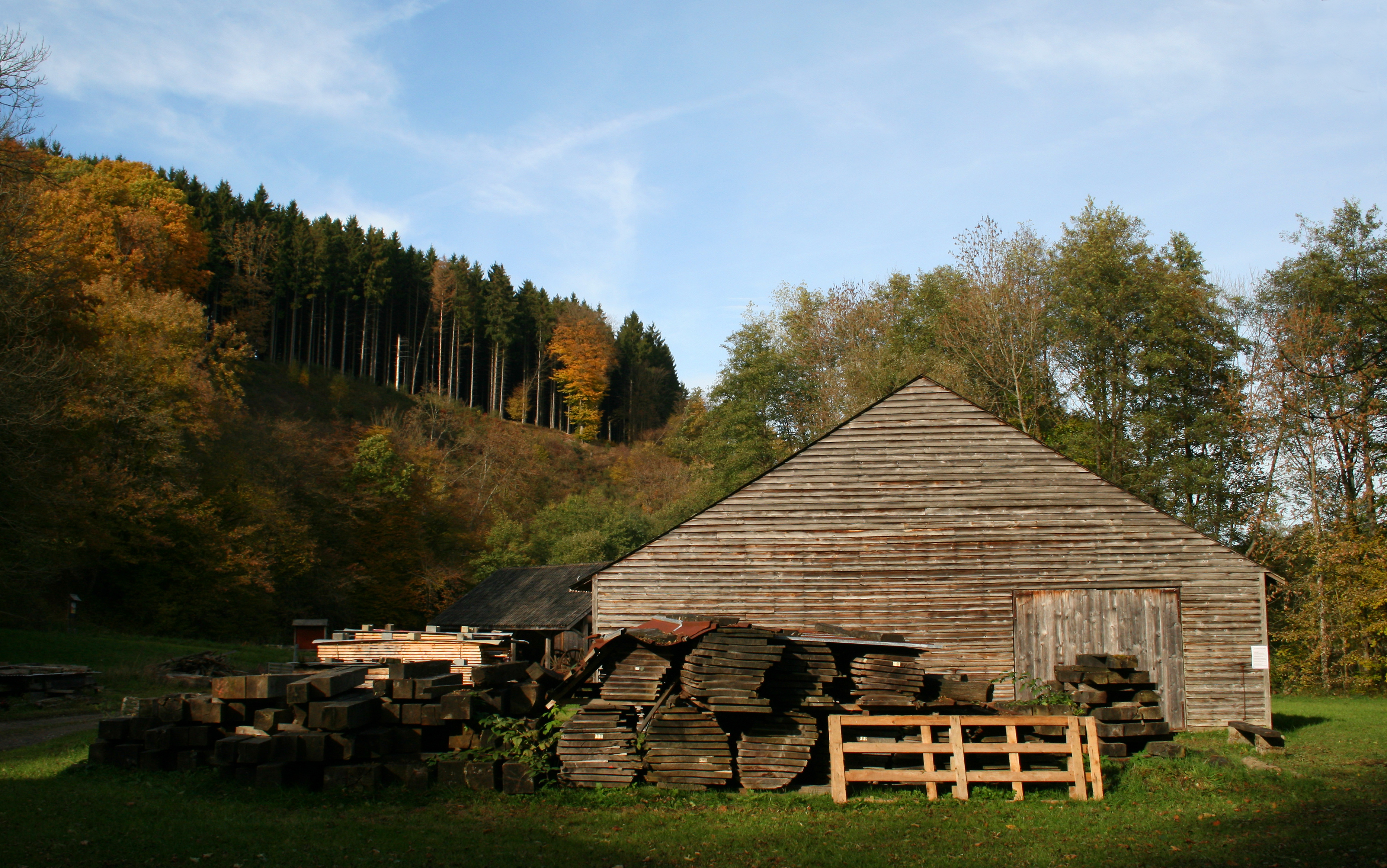
Hangar de séchage et parc à grumes.

Les scieries s'approvisionnent en bois bruts le plus souvent à partir d'exploitations forestières.
Une scierie comprend principalement :
- un parc à grumes où sont stockés des bois bruts ;
- une ou plusieurs lignes de sciage assurant la découpe des bois et le tri des produits ;
- un parc à sciages où sont rangés et entreposés les planches et autres produits.

### Le parc à grumes
Les grumes sont amenées généralement à la scierie par grumiers et sont stockées à l'extérieur dans ce que l'on nomme le parc à grumes qui forme le stock de l'entreprise. À ce stade, un opérateur intervient en purgeant certaines grumes. En effet, il arrive que certaines d'entre elles soient fendues, atteintes de pourritures, etc., sur quelques dizaines de centimètres. L'opérateur peut également les pré-découper afin de les adapter en fonction de la taille du banc de sciage ou de la taille des produits finis.

### Le banc de sciage
Les grumes (que l'on appelle à ce stade des billes) sont ensuite apportées sur le banc de sciage pour y être débitées une par une. En fonction des commandes reçues dans l'entreprise, l'opérateur saisit l'épaisseur (la longueur est définie par le tronçonnage des grumes et la largeur par le diamètre de la bille) attendues au niveau de la planche dans un ordinateur. Dans les installations les plus modernes, la grume passe devant plusieurs caméras qui vont mesurer cette dernière afin d'optimiser la production de planches et obtenir ainsi le meilleur rendement matière première/produit fini. En fonction des installations, la bille passe plusieurs fois au niveau de la scie à ruban (ou scie de tête) si le banc n'en compte qu'une, ou ne fait qu'un seul passage si plusieurs scies sont associées les unes aux autres.
Les scies peuvent être de simples scies circulaires classiques ou de grands rubans également circulaires (nous avons maintenant des rubans appelés bi-coupe qui permettent lors du deuxième passage (le retour de la bille) d’effectuer un second trait de sciage).

### Le tapis roulant
Les planches sont ensuite véhiculées par tapis roulant afin de les stocker avant livraison. Elles sont évidemment classées selon leurs dimensions. Les conditions de stockage sont importantes car en fonction de la température et de l'humidité, le bois peut se dilater ou se rétracter.

### Traitements
En fonction de leur utilisation finale, les planches peuvent être livrées brutes ou être préalablement traitées (contre les insectes, les pourritures, le feu...).

### Scierie à bois mobile

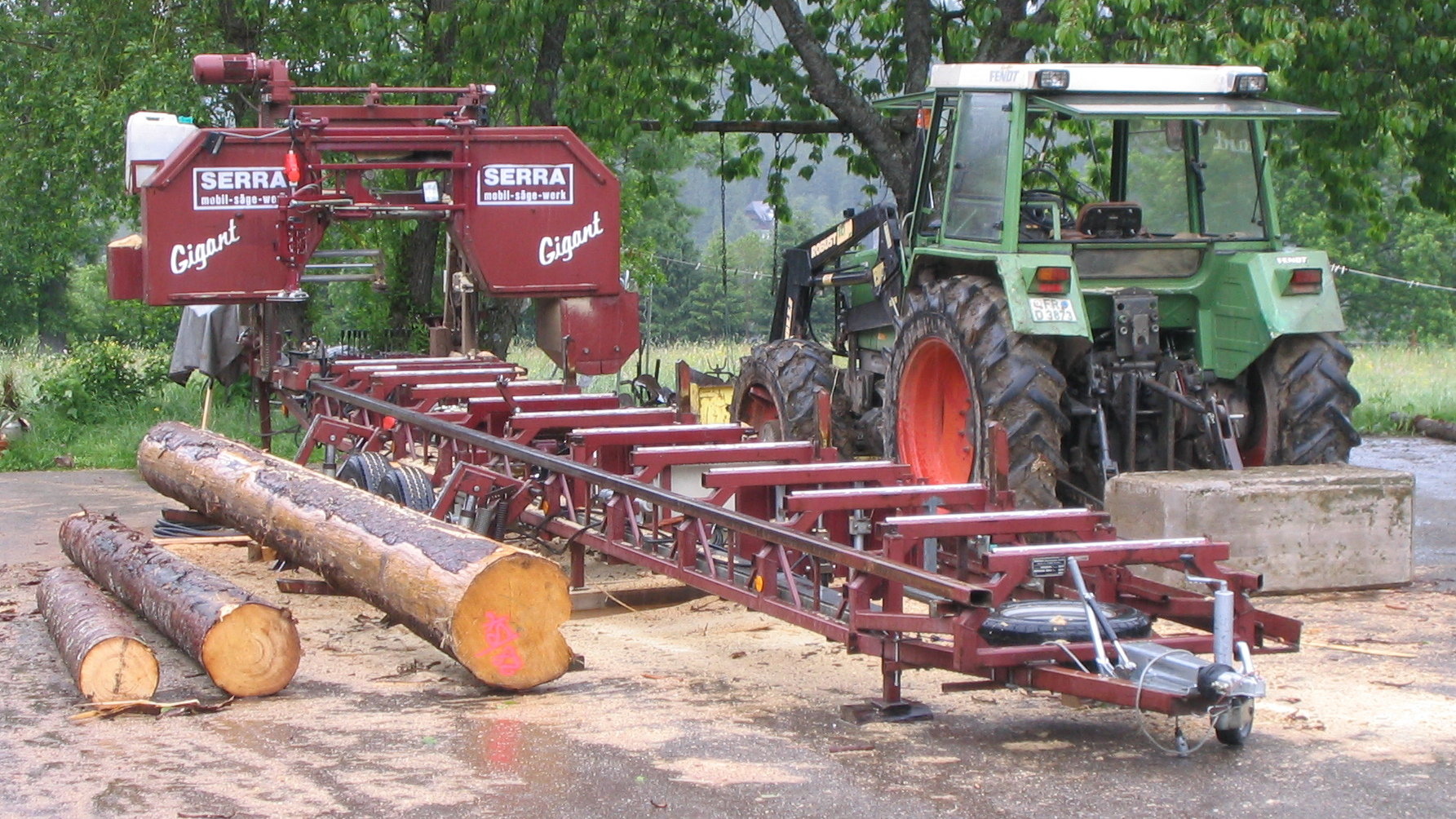
Scierie mobile

## Les lames de scies

### Scie à bois

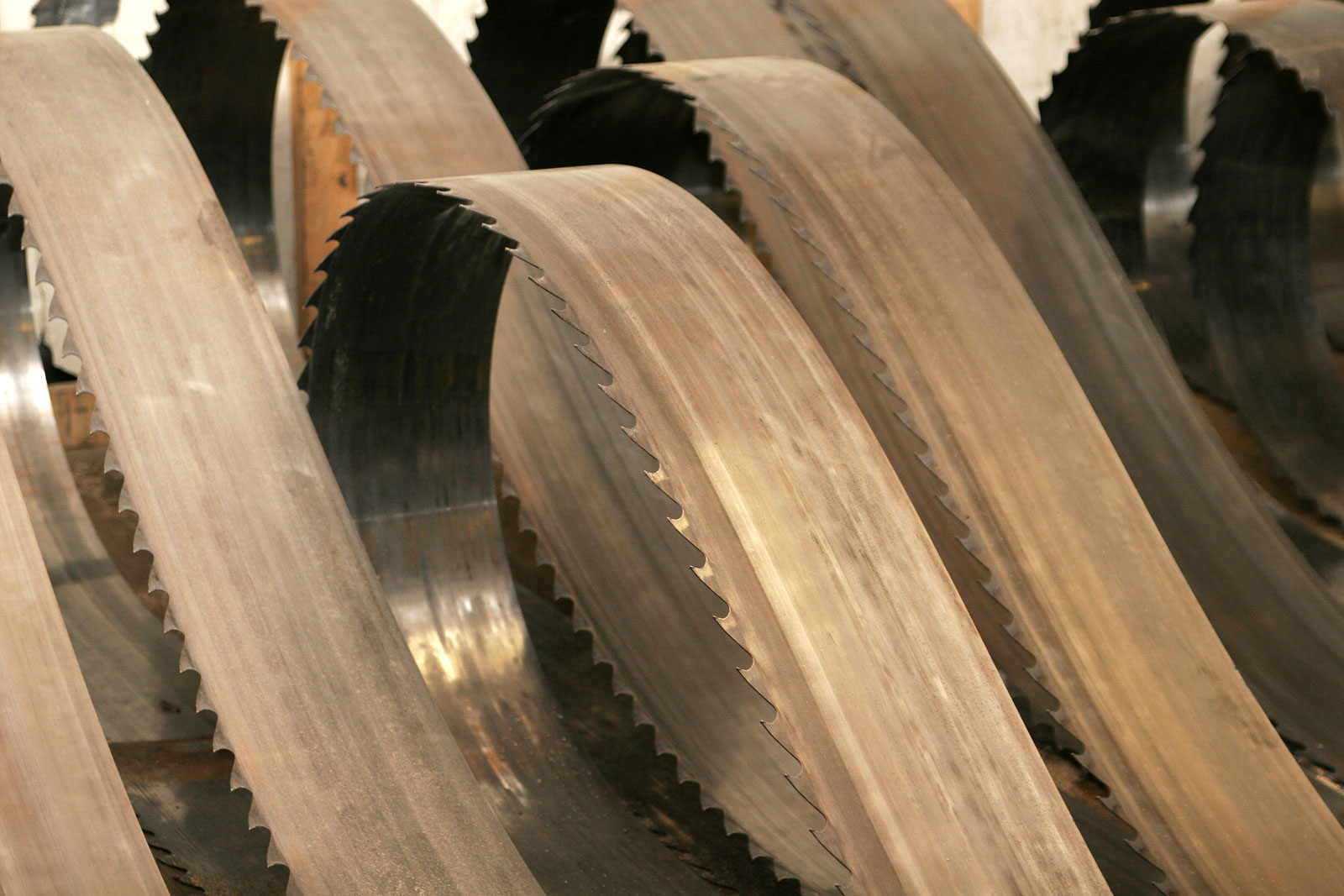
Larges rubans servant à débiter les grumes.

Chaque essence d'arbres ayant ses propres caractéristiques - on en compte 136 en France - les lames des scies sont adaptées en conséquence. Les scieries sont donc en général spécialisées ; on distingue, globalement, les scieries ne traitant que les résineux et celles ne traitant que les feuillus. Certaines se sont même spécialisées que sur certains types de feuillus. En effet, des essences comme le chêne sont un bois dur, alors que d'autres comme le merisier sont un bois tendre. Les dents des scies doivent donc être adaptées.

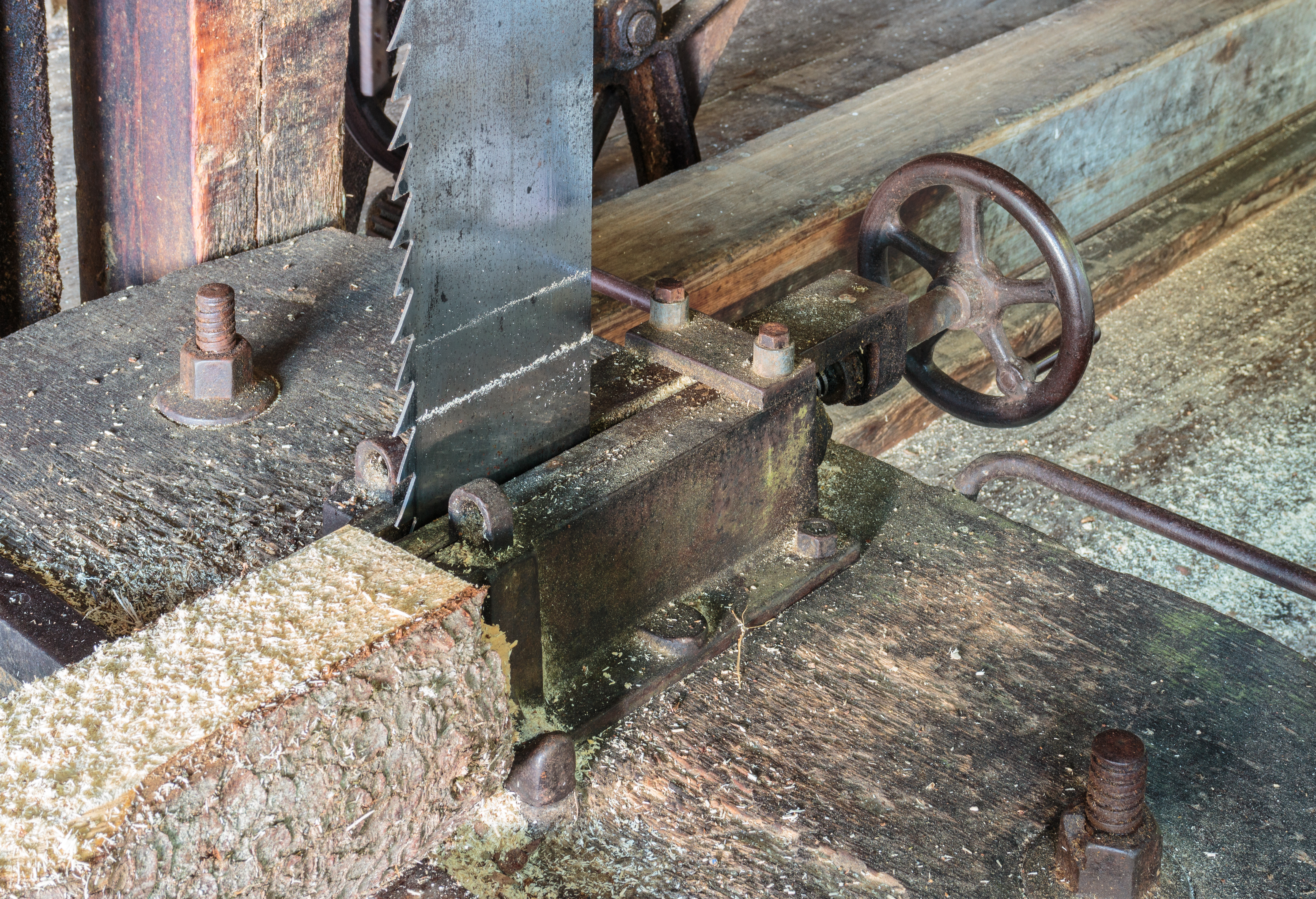
Détail d'une lame de scie.

Ces lames sont très fragiles et elles demandent à être affûtées très régulièrement. Il est fréquent de trouver des objets métalliques (fonte, fer, cuivre) dans les grumes sous forme de clous, mitraille ou balles perdues à la guerre ou à la chasse...). Dans le bois de certaines essences (chêne, frêne...), les corps étrangers ferreux ou cuivreux laissent des traces noirâtres qui annoncent leur présence. Changer une lame exige l'arrêt total du banc d'où une perte de productivité. Les scieurs sont donc très attentifs à ce problème. Ainsi, ils proposent des prix moins importants lors de l'achat de grumes provenant de forêts mitraillées lors d'une guerre. C'est le cas de certaines forêts de la zone rouge, du Nord et du Nord-Est de la France. Des détecteurs de métaux sont souvent utilisés pour les bois à haut risque, provenant par exemple des forêts de guerre de la région de Verdun.

## Délignage
Dans certains cas (en particulier pour les essences fines ou nobles) le stockage et la commercialisation se feront dans cet état, les opérations ultérieures de transformation étant à la charge de l'utilisateur final. Pour les autres essences, une opération supplémentaire est effectuée dans la scierie : le délignage. Cette opération consiste à supprimer les rives du plot pour obtenir un ou plusieurs parallélépipèdes (suivant la largeur du plot), appelés avivés.
Cette opération fait partie d'un ensemble permettant de transformer le bois brut en une pièce d'un semi-produit ou un produit fini, le façonnage

## Certification du bois
Face à la pression des consommateurs et des associations qui les représentent, les scieries sont désormais en mesure de garantir la traçabilité du bois qu'elles découpent. Elles disposent pour cela de deux programmes de certification. Celui du PEFC, une association loi de 1901, qui certifie 35 % de la forêt française, dont 78 % de forêts publiques et 14 % de forêts privées. L'autre certification est celle du FSC qui certifie 4 % des forêts françaises.